# Ходченков, Евгений Александрович
Евгений Александрович Ходченков (род. 8 октября 1945) — советский футболист, нападающий.
В 1963—1964 годах был в составе ленинградского «Зенита», за основную команду сыграл один матч — 10 июля 1964 в домашней игре против горьковской «Волги» (0:0) вышел на замену на 70 минуте. В 1965 году — в составе «Торпедо» Москва. В 1965—1967 годах сыграл 109 матчей, забил 28 мячей за СКЧФ Севастополь, в 1968—1969 — 58 игр, 5 мячей за «Локомотив» Винница, в 1970 играл за «Строитель» Полтава.